# Долгово (Кубенский сельсовет)
Долгово — упразднённая деревня в Вологодском районе Вологодской области России. Входила в Кубенское сельское поселение, а в рамках административно-территориального деления — в Кубенский сельсовет. Упразднена в 2024 году путём включения в черту деревни Морино. 

## География
Расстояние по автодороге до районного центра Вологды — 36 км, до центра муниципального образования Кубенского — 6 км. Ближайшие населённые пункты — Кулемесово, Мидяново, Илейкино, Коротково, Настасьино, Морино, Сопятино, Окулово.

## Население
| 2010 |
| ---- |
| 5    |

По переписи 2002 года население — 9 человек.